# Henri Guitton
 (janvier 2022).
Pour les articles homonymes, voir Guitton.
Henri Guitton, né le 5 juillet 1904 à Saint-Étienne et mort le 28 décembre 1992 à Paris 13e, est un économiste français. Il fut membre de l'Académie des sciences morales et politiques.

## Biographie

### Formation
Né à Saint-Étienne dans une famille d'industriels du textile, Henri Guitton effectue des études scientifiques et juridiques. Titulaire d'une licence ès sciences, il obtient un doctorat en droit (sciences économiques) en 1928 avec une thèse consacrée à l'industrie des rubans de soie en France.
Il est reçu à l'agrégation de sciences économiques en 1938.

### Parcours professionnel
En tant que défenseur de l'Allocation universelle, il fonde l'Association pour l'Instauration d'un Revenu d'Existence, en compagnie de Yoland Bresson.
Il entame alors une carrière d'enseignant à l'Institut catholique de Paris (1935-1936). Chargé de cours à Nancy de 1936 à 1938.
Après l'obtention de l'agrégation, il est nommé à la faculté de droit et des sciences économiques de Dijon, puis à Paris. Il plaide pour que les cursus juridiques intègrent un enseignement des mathématiques. Il assurera également des cours à l'École des hautes études commerciales de Paris ainsi qu'à l'Institut d'études politiques de Paris et à l'École des pétroles et des moteurs.
En 1971, Henri Guitton est élu à l'Académie des sciences morales et politiques. Il a présidé cette académie et l'ensemble de l'Institut en 1981.
Henri Guitton est le frère de l'académicien Jean Guitton et le cousin germain de l'écrivain Jean Desthieux.
Commandeur de la Légion d'honneur, il avait reçu la Francisque à la fin de l'année 1942.

## Travaux
Son œuvre est abondante. Elle s'articule autour de l'analyse mathématique de l'économie et de son rapport avec la durée. Le titre  des "Mélanges"  que lui ont offert ses collègues, amis et anciens élèves en témoigne : Le temps en économie, les mathématiques et l'économie, (Paris, Dalloz, 1976).
Parmi les nombreux ouvrages et articles d'Henri Guitton (plus d'une centaine de notices dans le catalogue de la Bibliothèque nationale) :
- Le catholicisme social, Paris, Les éditions techniques, 1945.
- Les fluctuations économiques, Paris, Dalloz, 1951.
- L'économie politique, Paris, Dalloz, 1957 (nombreuses rééditions).
- Statistiques et économétrie, Paris, Dalloz, 1959 (nombreuses rééditions)
- La monnaie, Paris, Dalloz, 1969.

## Pour approfondir